# Ventrikularna fibrilacija
Ventikularna fibilacija je poremećaj srčanog ritma, prigodom kojeg su otkucaji srca brzi i nepravilni, što uzrokuje beskorisno treperenje srčanih komora, umjesto pumpanja krvi. Tijekom ventrikularne fibrilacije, dolazi do snižavanja krvnog tlaka i smanjenog dotoka krvi u vitalne organe. Ventrikularna fibrilacija često uzrokuje srčani udar. Ventrikularna fibrilacija je ozbiljno stanje koje zahtijeva hitnu medicinsku pomoć. Osoba s ventrikularnom fibrilacijom može kolabirati u roku od nekoliko sekundi te uskoro prestati disati ili izgubiti puls.
Hitni tretman kod ventrikularne fibrilacije uključuje reanimaciju i elektrošokove uređajem koji se naziva defibrilator. Tretmani za osobe kod kojih postoji rizik od ventrikularne fibrilacije uključuju lijekove i ugradnju uređaja koji mogu vratiti normalan srčani ritam.

### Simptomi
Najčešći znak ventrikularne fibrilacije je gubitak svijesti ili nesvjestica. Mogući su neki simptomi koji počinju oko sat vremena prije nego što dođe do ventrikularne fibrilacije i nesvjestice.